# Castanopsis pierrei
Castanopsis pierrei ist eine in Südostasien vorkommende Baumart aus der Familie der Buchengewächse (Fagaceae). Die Früchte sind essbar.

## Merkmale
Castanopsis pierrei ist ein immergrüner, bis zu 25 Meter hoher Baum. Der Stammdurchmesser erreicht über 55 Zentimeter.
Die kurz gestielten, spitzen bis zugespitzten oder geschwänzten, ganzrandigen, ledrigen und kahlen Laubblätter sind lanzettlich bis länglich.
Die Fruchtbecher (Cupulae) sind mit verzweigten, holzigen Stacheln besetzt. Sie bedecken teilweise die Haut des Fruchtbechers und sind dicht behaart. Die Fruchtbecher haben einen Durchmesser inklusive Stacheln von mindestens 4 Zentimeter. Sie sind meist zweilappig und sind im inneren Bereich spärlich behaart. Die Frucht ist sitzend ohne Fruchtstiel. Die bis zu vier kleinen, eiförmigen Nüsse sind um den „Umbo“ dicht behaart.
Blütezeit ist Januar bis Dezember. Die Fruchtreife erfolgt von April bis Dezember, meist April bis Juni.

## Verbreitung und Standorte
Die Art kommt in Thailand und Kambodscha vor. Sie wächst in Tiefland-Regenwäldern, in Kiefern-Eichen-Dipterocarpus-Wäldern, in feuchten gemischten laubwerfenden Wäldern entlang von Flussufern. Sie besiedelt Seehöhen von 10 bis 350 m.

## Belege
- Chamlong Phengklai: A synoptic account of the Fagaceae of Thailand. In: Thai Forest Bulletin. 2006, Band 34, S. 53–175.
- Castanopsis pierrei in der Flora of Thailand.